# نظام انتخابي
النظام الانتخابي هو مجموعة من القواعد التي تحدد كيفية تنفيذ وتحديد نتائج الانتخابات والاستفتاءات. أنظمة الانتخابات السياسية يتم تنظيمها من قبل الحكومات، في حين أن الانتخابات غير السياسية قد تحدث في الأعمال، المنظمات غير الربحية والمنظمات غير الرسمية.
الأنظمة الانتخابية تتضمن مجموعة من القواعد التي تحكم جميع أوجه عملية التصويت: موعد الانتخابات، من يحق له التصويت، من يحق له الترشح، كيفية تمييز بطاقات الاقتراع والإدلاء بها، كيفية عد بطاقات الاقتراع، محددات إنفاق الحملات، وباقي العوامل التي قد تؤثر على النتيجة. أنظمة الانتخابات السياسية يتم تحديدها في الدساتير وقوانين الانتخابات، ويتم تنفيذها عادة من قبل لجان انتخابية وقد يتم استخدام أكثر من نوع واحد للمناصب المختلفة.
بعض الأنظمة الانتخابية يجري بها انتخاب فائز واحد لمنصب فريد، مثل رئيس الوزراء أو الرئيس، في حين بعضها الآخر تنتخب فائزين متعددين، مثل أعضاء برلمان أو مجلس إدارة. هناك عدد كبير من الاختلافات في الأنظمة الانتخابية، ولكن أشهر هذه النظم هي نظام الفوز للأكثر أصواتا ونظام الاقتراع على دورتين والتمثيل النسبي و‌التصويت التراتبي. بعض الأنظمة الانتخابية مثل الأنظمة المختلطة، تجمع بين مزايا الأنظمة النسبية وغير النسبية.
يطلق على دراسة طرق الانتخاب المعرَّفة اسم نظرية الخيار الاجتماعي أو نظرية الاقتراع، وقد تُطبَّق هذه الدراسة في مجالات العلوم السياسية والاقتصاد أو الرياضيات وتحديداً في مجالات نظرية الألعاب و‌نظرية تصميم الآليات. تم وضع براهين مثل نظرية الاستحالة لآرو توضح في حال توفر ثلاث بدائل أو أكثر لدى الناخبين فإنه من غير الممكن تصميم تصويت تراتبي يعكس التفضيلات الشخصية على شكل تفضيل عام للمجتمع بشكل يتناسب مع التمثيل النسبي و‌التصويت التعددي.

## أنواع الأنظمة الانتخابية

### الأنظمة التعددية

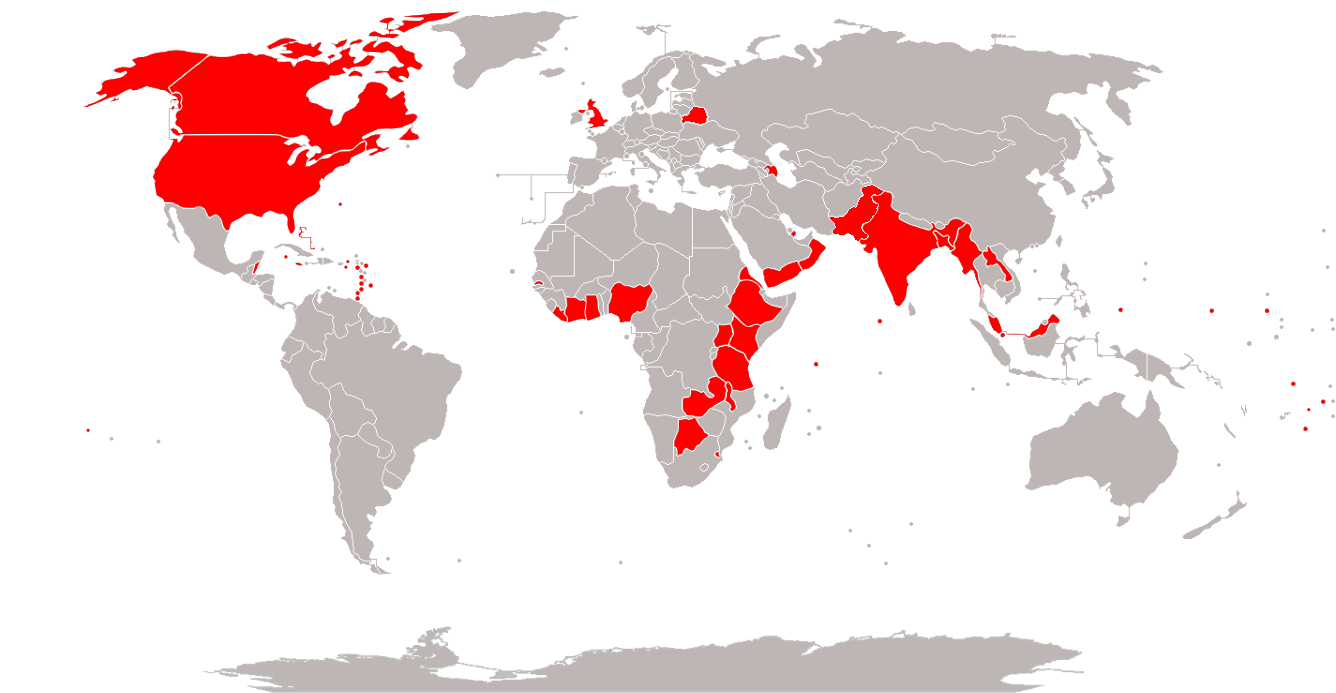
الدول التي تستخدم نظام الفوز للأكثر أصواتا في انتخاب هيئاتها التشريعية.

التصويت التعددي هو نظام يسمح بفوز المرشح / المرشحين الذين حصلوا على أكبر عدد من الأصوات دون الحاجة للحصول على أغلبية الأصوات. في حال كان التصويت لشغل مقعد واحد فيطلق على هذا النظام اسم الفوز للأكثر أصواتا، وهو ثاني أكثر النظم استخداماً في الانتخابات العامة للمجالس التشريعية الوطنية حيث يطبق في 58 دولة حول العالم معظمها مقاطعات أو مستعمرات تتبع حالياً أو كانت تتبع التاج البريطاني أو الولايات المتحدة. وهو أيضاً ثاني أكثر النظم استخداماً في الانتخابات الرئاسية حيث يطبق في 19 دولة.
في حال انتخاب أكثر من مقعد واحد، عادة في الدوائر الانتخابية متعددة المقاعد، يطلق على النظام التعددي اسم الاقتراع الكتلي. ويأخذ شكلين رئيسين، الأول يقوم بمنح الناخب عدد أصوات يعادل عدد المقاعد ويحق له التصويت لأي مرشح بغض النظر عن الحزب الذي يمثله ويستخدم هذا النظام في ثمان دول. يمكن إجراء تعديلات على هذا النظام، حيث يقوم التصويت المحدد بمنح الناخبين عدد أصوات أقل من عدد المقاعد التي يتم انتخابها (جبل طارق هي المقاطعة الوحيدة التي تستخدم هذا النظام)، كما يقوم نظام الصوت الواحد غير القابل للتحويل بمنح كل ناخب صوت واحد فقط في الدوائر الانتخابية متعددة المقاعد، والمرشحين الذين حصلوا على أكبر عدد من الأصوات يتم اعتبارهم فائزين، يستخدم هذا النظام في كل من أفغانستان، الكويت، جزر بيتكيرن و‌فانواتو. الشكل الرئيس الآخر من التصويت الكتلي هو الذي يحق فيه للناخب انتخاب عدة مرشحين ولكن من حزب واحد فقط وتستخدم هذه الطريقة في خمس دول بكونها جزءا من أنظمة انتخابية مختلطة.

### أنظمة الأغلبية
اقتراع الأغلبية هو نظام يتطلب حصول المرشح على أغلبية الأصوات ليتم انتخابه، في بعض الحالات، يتم الاكتفاء بالتعددية في الجولة الأخيرة في حال قيام أي مرشح بالحصول على الأغلبية. هناك شكلين رئيسيين لأنظمة الأغلبية، الأول يستخدم جولة واحدة من التصويت التراتبي والآخر يتم بجولتين أو أكثر. كلا هذين الشكلين يستخدمان في الدوائر الانتخابية ذات المقعد الواحد.
يمكن إجراء اقتراع الأغلبية من خلال جولة واحدة باستخدام جولة الإعادة المباشرة حيث يقوم الناخبين بترتيب المرشحين بترتيب تفضيلهم، هذا النظام يستخدم في الانتخابات البرلمانية في أستراليا و‌بابوا غينيا الجديدة. إذا لم يحصل أي مرشح على الأغلبية من الجولة الأولى، يتم إضافة التفضيلات الثانية للمرشح الأدنى ترتيبًا إلى إجماليات باقي المرشحين. يتم تكرار هذه العملية حتى يصل أحد المرشحين إلى نسبة 50% من الأصوات الصحيحة. إذا لم يقم جميع المقترعين بتعبئة جميع تفضيلاتهم، عندها يستمر العد حتى بقاء مرشحين اثنين، عندها يفوز المرشح الحاصل على أكبر عدد من الأصوات. يتم اعتبار التصويت المشروط أحد النسخ المعدلة من الاقتراع التراتبي حيث يتم منح الناخبين عدد محدود من التفضيلات وبالتالي يمتلك الناخب عدد محدد من الأصوات التراتبية أقل من عدد المرشحين. وإذا لم يحصل أي مرشح على الأغلبية من الجولة الأولى، يتم استبعاد جميع المرشحين بالاستثناء المرشحين الأول والثاني الذين حصلا على أكبر عدد من الأصوات التراتبية، ويتم بعد ذلك إضافة الأصوات التراتبية للمرشحين المستبعدين إلى إجمالي الأصوات التراتبية الممنوحة للمرشحين الأول والثاني والمرشح الحاصل على أكبر عدد من الأصوات يفوز. يستخدم هذا النظام في الانتخابات الرئاسية لسريلانكا حيث يحق للناخبين اختيار ثلاثة تفضيلات.
الشكل الآخر من نظام الأغلبية هو الاقتراع على دورتين وهو أكثر النظم استخداماً حول العالم في الانتخابات الرئاسية وهو مستخدم في 88 دولة. وهو أيضاً مستخدم في 20 دولة في الانتخابات التشريعية. إذا لم يحصل أي مرشح على الأغلبية في الدورة الأولى، يتم الدعوة لدورة ثانية لتحديد الفائز. في معظم الحالات يتم تحديد الدورة الثانية بالمرشحين الأول والثاني فقط اللذان حصلا على أكبر عدد من الأصوات في الجولة الأولى، على الرغم من ذلك يمكن اختيار أكثر من مرشحين للتسابق في الجولة الثانية ولكن يفوز المرشح الذي حصل على أكبر عدد من الأصوات في الجولة الثانية. بعض الدول تستخدم نسخة معدلة من نظام الدورتين، مثل الإكوادور حيث يتم إعلان الفائز على حصل على نسبة تتجاوز 40% وكان الفارق بينه وبين أقرب منافسيه أكبر من 10% أما في الأرجنتين فيجب أن يحصل المرشح على نسبة تتجاوز 45% وفارق يتجاوز 10% عن أقرب منافسيه.
الاقتراع الشامل غير محدود بدورتين، ولكن يتم استبعاد المرشح الذي حصل على أقل أصوات في كل جولة. لا يستخدم هذا النظام في الانتخابات التي تتضمن عدد كبير من الناخبين بسبب أن عدد الجولات المتوقع قد يكون كبير نسبياً، ولكن يستخدم هذا النظام في انتخاب رؤساء البرلمانات في بعض الدول وفي انتخاب المجلس الاتحادي السويسري ‏. في بعض الأشكال قد يتم القيام بعدة جولات دون استبعاد أي من المرشحين حتى يحصل أحدهم على الأغلبية، يستخدم هذا النظام في المجمع الانتخابي للولايات المتحدة.

### الأنظمة النسبية

دول تستخدم النظام النسبي
قائمة الحزب
تصويت موازي
التمثيل النسبي المختلط
صوت واحد قابل للتحويل

التمثيل النسبي هو أكثر النظم استخداماً لانتخاب الهيئات التشريعية الوطنية وهو مستخدم في أكثر من 80 دولة بأشكاله المختلفة.
التمثيل النسبي لقائمة الأحزاب هو النظام الانتخابي الأكثر استخداماً حول العالم في 80 دولة، حيث يقوم الناخبين بالتصويت للوائح المرشحين المقدمة من قبل الأحزاب. في أنظمة القائمة المغلقة لا يملك الناخب على أي أثر على اختيار المرشحين ولكنه يصوت للحزب، ولكن في أنظمة القائمة المفتوحة يقوم الناخب بالتصويت للحزب ويؤثر على ترتيب المرشحين في تولي المقاعد. في بعض الدول، بشكل رئيسي إسرائيل و‌هولندا تعتمد الانتخابات على التمثيل النسبي الصافي حيث يتم فرز الأصوات على المستوى الوطني قبل أن يتم توزيع المقاعد على الأحزاب. في معظم الحالات يتم عادة الانتخاب ضمن عدة دوائر انتخابية متعددة المقاعد بدلاً من دائرة انتخابية وطنية واحدة لضمان التمثيل الجغرافي. على كل حال، هذا قد يؤدي إلى توزع مقاعد لا يعكس التوزع على المستوى الوطني. نتيجة لذلك تقوم بعض الدول بمنح المقاعد التعادلية للأحزاب التي نسبة تمثيلها في الهيئة التشريعية أقل من نسبة تمثيلها على المستوى الوطني.
يوجد العدد من الطرق لتخصيص المقاعد في أنظمة النسبية، منها العتبة الانتخابية، وهي النسبة الأدنى من عدد الأصوات التي على الحزب الحصول عليها للحصول على مقاعد أما باقي الطرق فهي تنقسم إلى قسمين رئيسيين هما أعلى المتوسطات و‌أكبر باقي. طريقة أعلى المتوسطات تتضمن تقسيم الأصوات التي حصل عليها كل حزب على مجموعة من القواسم للحصول على مؤشرات تحدد توزيع المقاعد، من هذه الطرق طريقة هوندت (من أحد النظم المشتقة منها هو هانغنباخ بيشوف) و‌طريقة سانت ليغو. تحت نظم أكبر باقي، يتم قسمة الأصوات التي حصل عليه كل حزب على ناتج قسمة عدد الأصوات على عدد المقاعد المتاحة. ينتج عادة عن هذه الطريقة بعض المقاعد الشاغرة، عندها يتم منح هذه المقاعد للأحزاب التي تمتلك أكبر باقي قسمة من المقاعد المتبقية. من الأنظمة التي تتبع هذه الطريقة هار، درووب، إمبريالي ‏ و‌هانغنباخ بيشوف
الصوت الواحد القابل للتحويل هو أحد أشكال نظام التمثيل النسبي ولكن يتم تحقيقه من خلال قيام الناخبين ترتيب المرشحين وذلك ضمن الدوائر الانتخابية متعددة المقاعد حسب تفضيلاتهم وذلك بدلاً من التصويت لقائمة الحزب، تستخدم هذه الطريقة في مالطا و‌جمهورية أيرلندا. على المرشحين النجاح في الكوتا (كوتا درووب هي الأكثر انتشاراً). المرشحين الذين ينجحون في الكوتا من التعداد الأول يفوزون في التصويت. بعد ذلك يتم إعادة توزيع أصوات المرشحين الذين حصلوا على أقل عدد من الأصوات على باقي المرشحين حتى يصبح عدد المرشحين الذين فازوا بالكوتا يعادل عدد المقاعد المتاحة.

### الأنظمة المختلطة
في العديد من الدول، تستخدم الأنظمة المختلطة لانتخاب الهيئة التشريعية، هذا يتضمن تصويت موازي و‌النسبي المختلط.
في أنظمة التصويت الموازي، المستخدم في 20 دولة،  يوجد طريقتان لانتخاب أعضاء الهيئة التشريعية، جزء من الأعضاء يتم انتخابهم من التعددية أو الأغلبية في دوائر انتخابية بمقعد واحد والجزء الآخر يتم انتخابه من خلال التمثيل النسبي. نتائج الدوائر الانتخابية لا تؤثر على نتيجة التصويت النسبي.
التمثيل النسبي المختلط، المستخدم في 8 دول، أيضاً يستخدم الانتخاب من خلال دوائر انتخابية والطرق النسبية، ولكن نتائج التصويت النسبي يتم تعديلها لتحقيق التوازن في الأعضاء الفائزين ضمن اقتراع الدوائر الانتخابية لضمان أن عدد المقاعد المخصصة للأحزاب تتناسب مع نسبة التصويت التي حصلت عليها. قد يؤدي هذا إلى مقاعد فائضة، حيث تفوز الأحزاب بعدد مقاعد ضمن نظام الدوائر الانتخابية يتجاوز حصتها التمثيلية في التصويت الوطني.

### أنظمة أخرى مستخدمة

خريطة النظام الانتخابي للهيئات التشريعية الوطنية.
الفوز للأكثر أصواتا
اقتراع على دورتين
جولة الإعادة المباشرة
نظام مكافأة الأغلبية
انتخاب كتلي
تذكرة عامة
نظام الصوت الواحد غير القابل للتحويل
التمثيل النسبي
الصوت الواحد القابل للتحويل

بعض الأنظمة الانتخابية تستخدم نظام مكافئة الأغلبية إما لضمان حصول حزب أو تحالف واحد على الأغلبية في الهيئة التشريعية أو لمنح الحزب الذي حصل على أكبر عدد من الأصوات ميزة واضحة بعدد المقاعد. في اليونان يتم منح الحزب الحائز على أكبر عدد من الأصوات 50 مقعداً إضافياً، لدى سان مارينو نظام معدل من دورتين، حيث يتم إجراء دورة تصويت ثانية بين أفضل حزبين أو تحالفين في حال لم يحصل أي أحد على الأغلبية في الجولة الأولى. يتم منح الفائز في الجولة الثانية 35 مقعد من أصل 60 في المجلس الكبير العام
يتم في الأوروغواي انتخاب الرئيس وأعضاء الجمعية العامة بتصويت واحد فيما يعرف باسم التصويت المزدوج المتزامن. يقوم الناخب بالإدلاء بصوت واحد مصوتاً لمرشحي الحزب لكل من مناصب الرئيس، أعضاء مجلس الشيوخ وأعضاء مجلس النواب. تم استخدام هذا النظام سابقاً في كل من بوليفيا و‌جمهورية الدومينيكان.

### الانتخابات التمهيدية
يتم استخدام الانتخابات التمهيدية ‏ في بعض الأنظمة الانتخابية، إما كجزء رسمي من النظام الانتخابي أو غير رسمي وفق رغبة الأحزاب منفردة كطريقة لاختيار المرشحين، كما في إيطاليا ‏. الانتخابات التمهيدية تساهم في تخفيض مخاطر تأثير المفسد من خلال ضمان مرشح واحد للحزب. الانتخابات التمهيدية في الأرجنتين ‏ هي جزء رسمي من النظام الانتخابي وتتم قبل شهرين من الانتخابات الرئيسية وأي حزب يحصل على أقل من 1.5% من الأصوات لا يسمح له بالتنافس في الانتخابات الرئيسية. يوجد في الولايات المتحدة انتخابات تمهيدية حزبية وغير حزبية.

### الانتخابات غير المباشرة
بعض الانتخابات تعتمد على نظام انتخابي غير مباشر، حيث لا يتم إجراء اقتراع شعبي أو أن الاقتراع الشعبي هو فقط جزء من عملية الانتخاب، في هذه الانتخابات التصويت النهائي يتم عادة من خلال مجمع انتخابي. في العديد من الدول مثل موريشيوس أو ترينيداد وتوباغو يتم انتخاب الرئيس من قبل الهيئة التشريعية. في دول أخرى كالهند، يتم التصويت من خلال مجمع انتخابي يضم الهيئة التشريعية الوطنية والهيئات التشريعية للولايات. في الولايات المتحدة يتم انتخاب الرئيس بشكل غير مباشر من خلال مرحلتين، تصويت شعبي في كل ولاية لانتخاب أعضاء المجمع الانتخابي الذي بدوره ينتخب الرئيس. هذا قد يؤدي إلى حالة انتخاب رئيس لم يحصل على أغلبية الأصوات على المستوى الوطني وهذا ما حدث خلال انتخابات العام 2000 والعام 2016.

### أنظمة مستخدمة خارج السياسة
بالإضافة إلى أنظمة الانتخاب المتعددة المستخدمة في المناخ السياسي، هناك العديد من الأنظمة الأخرى، بعضها مقترح وبعضها معتمد في عالم الأعمال (كاختيار أعضاء مجالس الإدارة) أو في المنظمات ولكن ليس في الانتخابات العامة.
الأنظمة التراتبية تتضمن تصويت باكلين، طرق كوندورسيه ‏ المتنوعة (كوبلاند ‏، دودجسون ‏، كيمني-يونغ ‏، مينيماكس ‏، نانسون ‏، الأزواج المرتبة ‏، شولز، تايدمان البديلة ‏)، طريقة كومب ‏، التصويت الموقفي ‏. كما هناك العديد من الطرق المشتقة من الصوت الواحد القابل للتحويل، بما في ذلك مقارنة أزواج نتائج التصويت الفردي القابل للتحويل ‏ و‌نظام رايت ‏. التمثيل النسبي ثنائي الأعضاء ‏ هو نظام مقترح بحيث يتم تخصيص مقعدين لكل دائرة انتخابية، مقعد للحائز على أعلى الأصوات وآخر لضمان النسبية في النتائج المجمعة. يتم من خلال نظام التقسيم الثنائي النسبي ‏ استخدام العدد الإجمالي للأصوات لحساب عدد المقاعد المستحقة لكل حزب، يلي ذلك حساب الدوائر الانتخابية التي يجب أن تُمنح فيها المقاعد من أجل تحقيق الإجمالي المستحق لكل حزب.
أنظمة الانتخاب التقليدية تسمح للمقترعين بالتصويت للمرشحين باستقلالية. وتختلف درجة التعقد من تصويت الموافقة حيث يقوم المقترعون ببساطة بالإجابة عما إذا يوافقون على المرشح أم لا إلى التصويت بالدرجات حيث يتم من المرشح درجات ضمن مجال محدد من الأرقام. من الأنظمة التقليدية أيضاً التصويت النسبي بالموافقة ‏، التصويت النسبي التسلسلي بالموافقة ‏ و‌التصويت الرضائي بالموافقة ‏
تاريخياً، تم استخدام أنظمة التصويت المرجح ‏ في بعض الدول. حيث يقوم هذا النظام بترجيح أصوات بعض الناخبين على الآخرين، إما بشكل غير مباشر من خلال منح عدد أكبر من المقاعد لمجموعات محددة (مثل امتياز بروسيا ثلاثي الطبقات)، أو من خلال ترجيح نتائج التصويت. تم استخدام النظام الأخير في مستعمرة رودسيا في 1962 ‏ و‌1965 ‏. تقسم الانتخابات بين نوعين من الناخبين (المجموعة A ومعظمهم من الأوروبيين والمجموعة B ومعظمهم من الأفارقة)، مقاعد مجلس النواب مقسمة إلى 50 مقعد للدوائر الانتخابية و15 مقعد للمقاطعات. على الرغم من أن جميع الناخبين يستطيعون التصويت لكلا نوعي المقاعد إلا أنه يتم منح ترجيح للمجموعة A في احتساب مقاعد الدوائر الانتخابية ومنح ترجيح للمجموعة B في مقاعد المقاطعات. مازال نظام التصويت المرجح قائماً في الانتخابات ضمن الشركات حيث يتم ترجيح الأصوات بما يعكس ملكية الأسهم.

## القواعد والنظم
بالإضافة إلى الطرق المحددة لانتخاب المرشحين، يتم أيضاً تصنيف الأنظمة الانتخابية وفق القواعد والأنظمة التي تتبعها والتي تحدد غالباً في دستور الدولة أو قانون الانتخابات الخاص بها. قواعد المشركة تحدد تسمية المرشحين وتسجيل الناخب، بالإضافة إلى مراكز الاقتراع وتوفر الاقتراع عبر الإنترنت و‌الاقتراع عبر البريد و‌الاقتراع الغيابي. قد تتضمن النظم أيضاً اختيار جهاز الاقتراع كورقة الاقتراع و‌آلة تصويت أو نظم الاقتراع المفتوح ‏ وتحديد نوع نظام إحصاء الأصوات، وعمليات التحقق والتدقيق المستخدمة.

تصويت إلزامي، مطبق.
تصويت إلزامي، غير مطبق.
تصويت إلزامي، مطبق (للرجال فقط).
تصويت إلزامي، غير مطبق(للرجال فقط)
تاريخياً: دول طبقت الاقتراع الإلزامي مسبقاً.

تضع القواعد الانتخابية المحددات للاقتراع والترشح. معظم المناصب المنتخبة في الدول تتم من خلال الاقتراع العام، ولكن توجد اختلافات حول السن الأدنى الذي يحق للأفراد المشاركة في الاقتراع، حيث أن أصغرها يبلغ 16 عاماً وأكبرها 21 (على الرغم من أن الناخبين يجب أن يتجاوزوا 25 سنة من العمر للمشاركة في انتخابات مجلس الشيوخ في إيطاليا). قد يُمنع الشخص من التصويت لأسباب مختلفة كأي يقضي عقوبة سجن، أو أعلن إفلاسه، أو ارتكب جرائم معينة أو يخدم في القوات المسلحة. يتم فرض قيود مشابهة على الترشح، وفي عديد من الحالات يكون السن الأدنى للمرشحين أعلى منه للناخبين. تستخدم 21 دولة التصويت الإلزامي ولدى بعضها حد أعلى من العمر لتطبيقه. العديد من الدول تستخدم خيار لا أحد من المذكورين بالأعلى في أوراق الاقتراع.
في الأنظمة التي تستخدم الدوائر الانتخابية يتم تحديد المساحات التي تغطيها كل دائرة انتخابية. حيث أن رسم حدود الدوائر الانتخابية ذو تأثير كبير على نتائج الانتخابات في المقاطعة بسبب التوزع الجغرافي للناخبين. قد تسعى الأحزاب السياسية لنيل ميزة تفضيلية عند إعادة تقسيم الدوائر لضمان أن قواعدها الناخبة تمتلك الأغلبية في أكبر عدد ممكن من الدوائر الانتخابية، يطلق على هذه العملية اسم جيريمانديرية. تاريخياً تم استغلال المجالس المحلية الفاسدة والدوائر ذات عدد الناخبين القليل بشكل غير اعتياتي من قبل العائلات الثرية للحصول على التمثيل البرلماني.
بعض الدول تتطلب حدًا أدنى من المشاركة لاعتبار التصويت صحيحاً. تسببت هذه القاعدة في صربيا بالعديد من حالات إعادة الانتخابات الرئاسية، حيث تم إعادة الانتخاب مرة خلال العام 1997 وثلاث مرات خلال الأعوام 2002 و2003. تم إلغاء متطلب نسبة المشاركة قبل إجراء الدورة الرابعة في العام 2004. كما أن مشاكل مشابهة في روسيا البيضاء أدت إلى إعادة الانتخابات البرلمانية عام 1995 أربع مرات قبل أن يتم انتخاب عدد من البرلمانيين لتحقيق النصاب القانوني.
تقوم بعض الدول بحجز مقاعد ‏ لضمان تمثيل الأقليات الإثنية أو النساء أو الشباب أو المعوقين. هذه المقاعد منفصلة عن المقاعد العامة، وقد يتم انتخابها بشكل منفصل (كما في المغرب حيث يستخدم أوراق اقتراع مستقلة تستخدم لشغل 60 مقعد للسيدات و 30 مقعهد للشباب في مجلس النواب)، أو يتم توزيعها على الأحزاب بناءً على نتائج الانتخابات، في الأردن حيث يتم منح السيدات للمرشحات اللواتي حصلن على أكبر عدد من الأصوات ولكن فشلن في الفوز بمقاعد الدوائر الانتخابية، بينما في كينيا يتم منح المقاعد المخصصة للنساء والشباب والمعوقين للأحزاب وفق عدد المقاعد الإجمالي التي فازوا بها في الاقتراع العامة. بعض الدول تحقق تمثيل الأقلية بوسائل أخرى بما في ذلك فرض نسبة محددة من السيدات ضمن قوائم المرشحين، أو باستثناء أحزاب الأقلية من العتبة الانتخابية كما في بولندا و‌رومانيا و‌صربيا.

## التاريخ

### ما قبل الديمقراطية
كانت عملية الاقتراع في اليونان و‌إيطاليا القديمتين موجودة بشكل بدائي مع بداية التأريخ. في الملكيات القديمة كان من المعتاد قيام الملك بطلب رأي الشعب في الأمور التي من الحكمة الحصول على موافقته عليها مسبقاً. في هذه التجمعات يعبر الشعب عن رأيه بالصخب (الطريقة التي كانت مستخدمة في أسبرطة في نهاية القرن الرابع قبل الميلاد). أو من خلال طرق السهام بالدروع.

### الديمقراطية المبكرة
استخدم التصويت كأحد مظاهر الديمقراطية اعتبارً من القرن السادس قبل الميلاد، كجزء من الديمقراطية الأثينية. على كل حال، في الديمقراطية الأثينية، كان ينظر على التصويت باعتباره أقل الطرق ديمقراطية في اختيار أصحاب المناصب العامة، ولم تكن مستخدمة بكثرة، بسبب الاعتقاد بأن بنية التصويت تنحاز لصالح المواطنين الأغنياء والمعروفين. عموماً كانت عملية التصويت تتأثر بطريقة الاستطلاع. تدل النقوش المنتشرة بشكل واسع في اثينا وباقي الدول اليونانية على أن ممارسة الأثينيين كانت التصويت برفع الأيدي باستثناء المسائل التي تتعلق بالأفراد كما في الدعاوي القضائية واقتراحات الأوستراكية (وهي إبعاد مواطن ما إلى المنفى لمدة عشر سنوات) تتم من خلال الاقتراع السري (أحد أقدم أشكال التصويت المسجلة في أثينا هي التصويت التعددي حيث كانت طريقة غير محبذة تحديداً في تصويت الأوستراكية). في روما كانت الطريقة السائدة حتى القرن الثاني قبل الميلاد هي التقسيم (باللاتينية: discessio). ولكن هذا النظام أصبح عرضة للترهيب والفساد. عندها تم إقرار سلسلة من القوانين بين 139 و 107 قبل الميلاد تتطلب استخدام بطاقة الاقتراع (باللاتينية: tabella)، وهي قشرة من الخشب مطلية بالشمع، وذلك لجميع القرارات الصادرة عن المجالس الشعبية. لإقرار أي مشروع كانت الأغلبية البسيطة كافية. بشكل عام كانت لجميع الأصوات القيمة ذاتها، ولكن في المجالس الشعبية في روما كان التصويت يتم عن طريق مجموعات وذلك حتى القرن الثالث قبل الميلاد حيث امتلكت الطبقة الأكثر ثراءً الأغلبية الحاسمة.

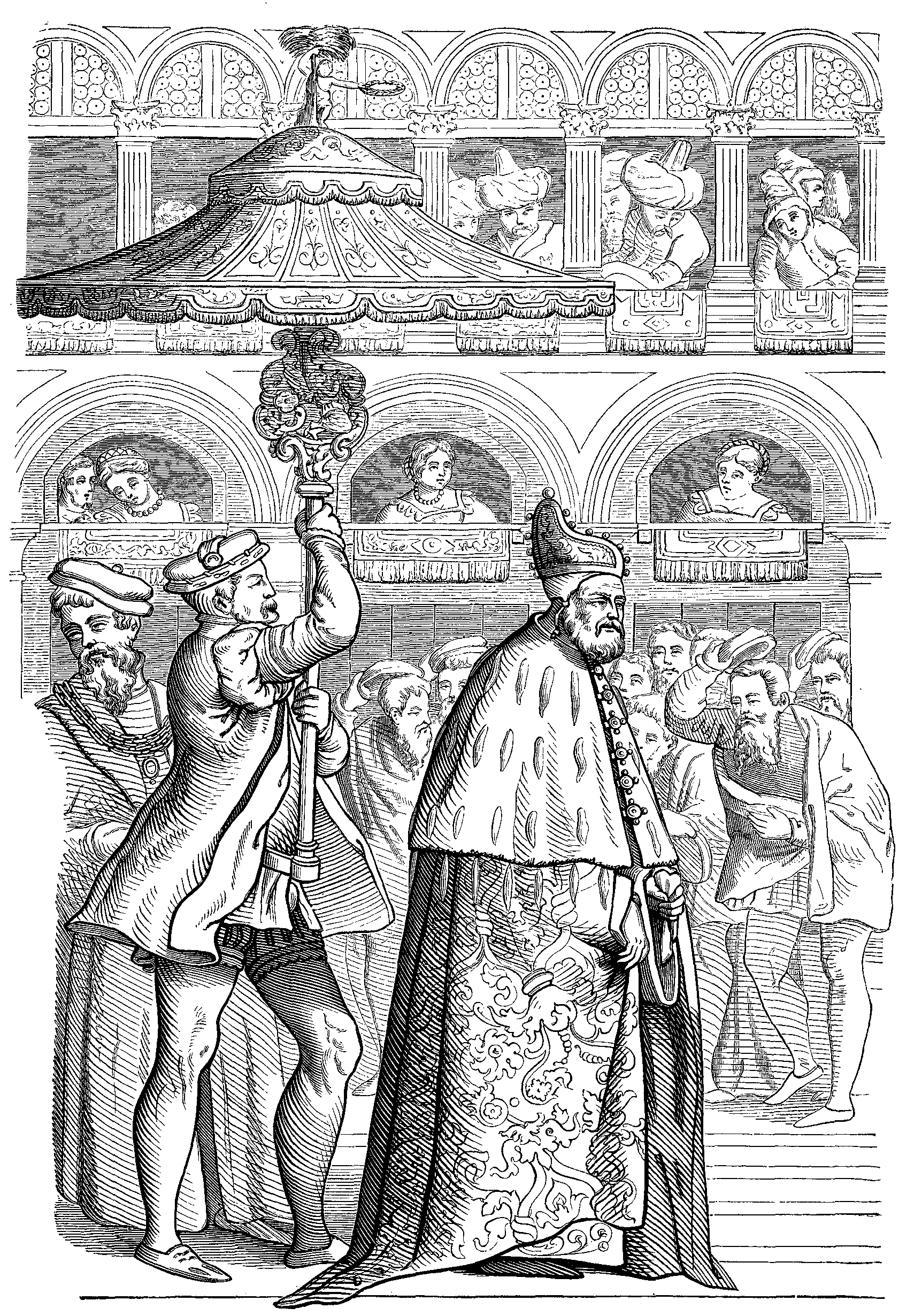
دوق البندقية

معظم الانتخابات في تاريخ الديمقراطية تمت باستخدام التصويت التعددي أو أحد أشكاله، باستثناء دولة البندقية في القرن الثالث عشر حيث اعتمدت تصويت الموافقة لانتخاب المجلس الأعلى. كانت طريقة البندقية في اختيار الدوق معقدة، حيث تتكون من خمس جولات من سحب القرعة وخمس جولات من التصويت بالموافقة. من خلال القرعة يتم اختيار هيئة من ثلاثين ناخباً، ثم يتقلص مرة أخرى من خلال القرعة إلى تسعة. يقوم هذا المجمع الانتخابي بانتخاب أربعين شخص من خلال التصويت بالموافقة، يتم تخفيض عدد هؤلاء الأربعين إلى إثنى عشر شخص من خلال القرعة ليشكلوا المجمع الانتخابي الثاني. يقوم المجمع الانتخابي الثاني بانتخاب خمسة وعشرين شخص من خلال التصويت بالموافقة، يتم تخفيض عدد هؤلاء الخمسة والعشرين ليصبحوا تسعة أشخاص من خلال القرعة ليشكلوا المجمع الانتخابي الثالث. يقوم المجمع الانتخابي الثالث بانتخاب خمسة وأربعين شخصاً من خلال التصويت بالموافقة، يتم تخفيض هؤلاء الخمسة والأربعين ليصبحوا أحد عشر شخصاً من خلال القرعة ليشكلوا المجمع الانتخابي الرابع. يقوم المجمع الانتخابي الرابع بانتخاب المجمع الانتخابي الأخير المكون من إحدى وأربعين شخصاً والذي بدوره يقوم بانتخاب الدوق. على الرغم من تعقيد هذه الطريقة إلا أنها تمتلك خصائص جيدة كونه من الصعب التلاعب بنتائج الانتخابات وضمان أن الرابع يعكس رأي كل جميع فصائل الأقلية والأغلبية. هذه العملية، مع تغييرات طفيفة، كانت محور العملية السياسية في جمهورية البندقية خلال فترة حياتها التي امتدت أكثر من 500 عام، من 1268 حتى 1797.

### تطوير النظم الجديدة

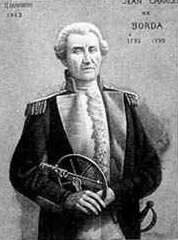
جان شارل دي بوردا

قام جان شارل دي بوردا بتقديم طريقة بوردا عام 1770 لانتخاب أعضاء الأكاديمية الفرنسية للعلوم. اعترض الماركيز كوندورسيه وقام بطرح طريقة المقارنة الثنائية. كما كتب أيضاً عن مفارقة كوندورسيه ‏. على كل حال، أظهر دراسة مؤخراً بأن الفيلسوف رامون لول، ابتكر كلاً من طريقة بوردا وطريقة طريقة المقارنة الثنائية التي تلبي معيار كوندورسيه في القرن الثالث عشر. المخطوطات التي وصف بها هذه الطرق كانت مفقودة إلى أن تم اكتشافها عام 2001.
لاحقاً خلال القرن الثامن عشر، عادت طريقة التقسيم إلى الأضواء بعد إصدار دستور الولايات المتحدة الذي ألزم بأن يكون عدد مقاعد مجلس النواب المخصص لكل ولاية يتناسب مع عدد سكانها، ولكنه لم يحدد كيفية القيام بذلك. تم مجموعة من الطرق المتنوعة من العديد من الشخصيات مثل ألكسندر هاميلتون و‌توماس جفرسون و‌دانيال وبستر. بعض طرق التقسيم التي تم اقتراحها في الولايات المتحدة أعيد إنتاجها في أوروبا خلال القرن التاسع عشر، كطرق لتوزيع المقاعد وفق الطريقة المقترحة مؤخراً وهي التمثيل النسبي وفق لائحة الحزب. ونتيجة لذلك أصبح للعديد من الطرق اسمان حيث طريقة جيفرسون مكافئة لطريقة هوندت كذلك فإن طريقة وبستر مكافئة لطريقة سانت ليغو، في حين أن طريقة هاميلتون مطابقة تماماً لطريقة أكبر باقي.
قام كارل أندري ‏ عام 1855 في الدنمارك بإيجاد طريقة الصوت الواحد القابل للتحويل. كما قام بذلك توماس هار في المملكة المتحدة عام 1857. تم إجراء أول انتخابات بهذه الطريقة في الدنمارك عام 1856 وفي تاسمانيا عام 1896 بعد الترويج لاستخدامها من قبل أندرو إنغليج كلارك. بدأ استخدام التمثيل النسبي لقائمة الأحزاب في انتخابات البرلمانات الأوروبية مع بدايات القرن العشرين، حيث كانت بلجيكا أول من طبق هذه الطريقة في انتخابات العام 1900. منذ ذلك، أصبحت الطرق النسبية وشبه النسبية مستخدمة تقريباً في جميع الدول الديمقراطية، حيث معظم الاستثناءات هي لمستعمرات بريطانية سابقة.

### إحياء الفائز الواحد

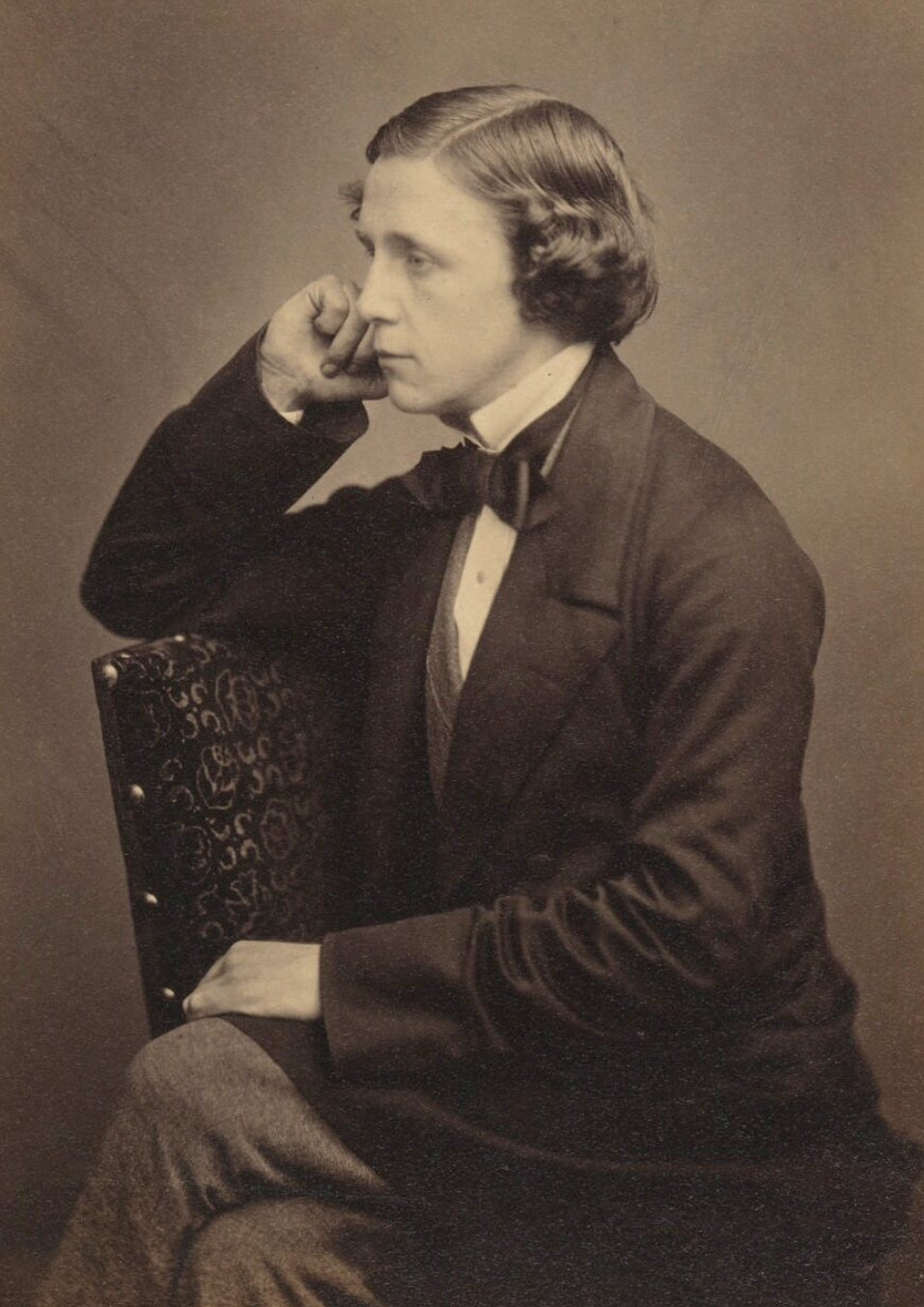
لويس كارول

بدأ المنظرون بنشر نتائج جديدة حول طرق الفائز الوحيد في نهاية القرن التاسع عشر، ربما كرد فعل على التطور السريع للأنظمة الانتخابية متعددة الفائزين، حيث اقترح ويليام روبرت وير تطبيق الصوت الفردي القابل للتحويل في انتخابات الفائز الوحيد، مما أدى إلى تصويت جولة الإعادة المباشرة
بعد ذلك، قام علماء الرياضيات بإعادة البحث في أفكار كوندورسيه وإيجاد طرق جديدة تتناسب معها، قام إدوارد نانسون ‏ بإعادة وصف تصويت جولة الإعادة المباشرة باستخدام طريقة بوردا مما أنتج طريقة كوندورسيه جديدة أطلق عليها نانسون ‏. كما قدم لويس كارول طريقة كوندورسيه مباشرة باسم دودجسون ‏.
حصلت الأنظمة الانتخابية التراتبية على الدعم بشكل متزايد مما أدى إلى اعتمادها في الانتخابات الحكومية. تم اعتماد تصويت جولة الإعادة المباشرة في أستراليا اعتبارً من العام 1893 وهي مستخدمة حتى الآن جنباً إلى جنب مع الصوت الفردي القابل للتحويل. في الولايات المتحدة مع الحقبة التقدمية في بدايات القرن العشرين، بدأت بعض البلديات باستخدام تصويت باكلين، على الرغم من أنه لم يعد مستخدماً حتى الآن في أي انتخابات حكومية كما تم اعتباره غير دستوري في مينيسوتا.

### تحسينات حديثة
قاد استخدام نظرية الألعاب في تحليل الأنظمة الانتخابية إلى اكتشافات حول تأثير بعض الطرق. التطويرات الأولية مثل نظرية الاستحالة لآرو أوضحت مسبقاً المسائل المصاحبة لأنظمة الاقتراع التراتبي. قامت دراسة عام 1977 بقيادة ستيفن برامس ‏ و‌بيتر فيشبرن ‏ رسمياً بتعريف وتشجيع استخدام أنظمة تصويت الموافقة. نشر علماء السياسة في القرن العشرين العديد من الدراسات حول تأثير أنظمة التصويت على اختيار الناخبين والأحزاب السياسية،  وعلى الاستقرار السياسي. كما درس أيضاً بعض الباحثين التأثيرات الناتجة عن الانتقال إلى نظام اقتراع محدد. أحد أبرز منظري التصويت الحاليين نيكولاس تيديمان ‏ الذي صاغ بشكل رسمي مفاهيم كالترشيح الاستراتيجي ‏ و‌التأثير المفسد لاستقلال استنساخ المعيار ‏.
دراسة الأنظمة الانتخابية أثرت بالدفع نحو الإصلاح الانتخابي مع بدايات التسعينات من القرن العشرين، مع اقتراحات لاستبدال التصويت التعددي في الانتخابات الحكومية بطرق أخرى. تبنت نيوزيلندا التمثيل النسبي المختلط عام 1993 أثناء الانتخابات العامة والصوت الفردي القابل للنقل في بعض الانتخابات المحلية عام 2004. بعدما كان التصويت التعددي هو العامل المسيطر خلال الانتخابات الرئاسية عام 2000 في الولايات المتحدة، معظم البلديات بدأت باستخدام جولة الإعادة المباشرة، على الرغم من أن بعض البلديات عاد إلى طريقتها السابقة. على كل حال، محاولات إدخال نظم أكثر نسبية لم تكن ناجحة دائماً، في كندا كان هناك استفتاءان في كولومبيا البريطانية عامي 2005 ‏ و‌2009 ‏ لاعتماد الصوت الفاردي القابل للنقل إلا أن كليهما فشلا. في المملكة المتحدة تم رفض مقترح استخدام نظام جولة الإعادة المباشرة بموجب استفتاء 2011 ‏.
في دول أخرى كان هناك مطالبات لاستعادة الأنظمة التعددية أو الأغلبية أو تأسيسها في الدول التي لم تستخدمها من قبل، فمن خلال استفتاء أقيم عام 1994 في الأكوادور اقتراح نظام جولتين انتخابيتين ولكن تم رفض المقترح. في رومانيا تم عام 2007 عرض مقترح استخدام نظام الجولتين في الانتخابات البرلمانية ولكنه فشل بسبب المشاركة الضعيفة في الاستفتاء. كما جرت محاولات في كل من بولندا وبلغاريا لإعادة الدوائر الانتخابية ذات المقعد الواحد إلى أن كلا الاستفتائين فشلا بسبب المشاركة الضعيفة.

## مقارنة بين الأنظمة الانتخابية
يمكن مقارنة الأنظمة الانتخابية من خلال أدوات مختلفة. تتأثر المواقف اتجاه الأنظمة بدرجة كبيرة على نتائج هذه الأنظمة على المجموعات التي يدعمها أو يعارضها صاحب الموقف، مما يجعل المقارنة الموضوعية للأنظمة الانتخابية صعباً. هناك العديد من الطرق لتلافي هذه المشكلة.
أحد الطرق هو وضع معايير رياضية بحيث تكون أن كل نظام انتخابي إما ينجح أو يفشل في تحقيقها. هذه الطريقة تؤدي إلى نتائج شديدة الموضوعية إلا أن إمكانية تطبيقها بشكل واقي لم تزل قابلة للجدل.
كما يمكن وضع معيار مثالي لا يستطيع أي نظام انتخابي تحقيقه تماماً يلي ذلك اختبار الأنظمة الانتخابية على عينة كبيرة من محاكاة الانتخابات لتحديد أن نظام انتخابي يكون الأقرب إلى هذا المعيار بأفضل نسبة من التكرارات. يمكن الحصول على نتائج عملية من هذه الطريقة ولكن طريقة إعداد عينات محاكاة الانتخابات قابلة للجدل من ناحية إمكانية إخضاعها للانحياز.
من ضمن أدوات التقييم، يمكن صياغة مجموعة معايير دقيقة، وإسناد مهمة تقييم النظام الانتخابي الأمثل وفق المعايير إلى جهة حيادية. إن هذه الطريقة تغطي نقاط الضعف في الطرق السابقة إلا أن تحديد المعايير وتقييم الأنظمة غير موضوعية على الإطلاق.
أثبتت نظريات آرو و‌جيبارد ساتيرثويت ‏ أنه لا يوجد أن نظام انتخابي سواءً كان تراتبي أو تقليدي يمكن أن يحقق جميع الشروط معاً. بدلاً من النقاش حول أهمية المعايير المختلفة، يمكن استخدام طريقة أخرى من خلال إجراء عمليات محاكاة لانتخابات ودراسة النتائج للأنظمة الانتخابية المختلفة وتقييم مدى رضى المجتمع على هذه النتائج، ومدى عرضتها للتصويت الاستراتيجي واحتمالية انتخاب مرشحين أقرب إلى الناخب المتوسط ... إلخ.

## وصلات خارجية
- موقع شبكة المعرفة الانتخابية يفسر بالعربي النظم الانتخابية
- دراسة حول تطبيق نظام التمثيل النسبي في تونس على موقع شبكة المعرفة الانتخابية